# USS Atule (SS-403)
«Ейтуле» (англ. USS Atule (SS-403) — підводний човен військово-морських сил США типу «Балао» часів Другої світової війни.

## Історія створення
Підводний човен був закладений 2 грудня 1943 року на верфі «Portsmouth Naval Shipyard», Кіттері, Мен. Спущений на воду 6 березня 1944 року, вступив у стрій 21 червня того ж року.

## Історія служби
Після проходження випробувань «Ейтуле» вирушив на Гаваї та прибув до Перл-Гарбору, де увійшов до складу Тихоокеанського флоту.
Всього човен здійснив чотири бойові походи.

### 1-й похід
9 жовтня 1944-го «Ейтуле» у складі «вовчої зграї» «Clarey's Crushers», до якої також входили підводні човни «Пінтадо» та «Джаллао», полишив Перл-Гарбор і 21 жовтня прибув на острів Сайпан (Маріанські острови) для бункерування. Наступного дня «зграя» вирушила до району бойового патрулювання у протоці Лусон та північній частині Південно-Китайського моря (неофіційно цей район був відомий як «Конвой Коллідж»). На переході «Clarey's Crushers» провели кілька діб у пошуках японських кораблів, котрі відходили на північ після поразки в битві у затоці Лейте (Jallao потопила при цьому легкий крейсер «Тама»). У Південно-Китайському морі «Ейтуле» здійснив кілька атак та потопив два транспортні судна, один міноносець та один тральщик. У підсумку 11 грудня човен прибув до бази на атоллі Маджуро (Маршаллові острови).  

### 2-й похід
6 січня 1945-го «Ейтуле» у складі «вовчої зграї» «Underwood's Urchins», до якої також входили підводні човни Spadefish, «Помпон» та «Джаллао», вирушив у Жовте море. Під час бункерування на острові Сайпан замість «Помпон» і Jallao до складу угруповання ввели підводні човни «Бенг» та «Девілфіш». На переході кораблі безуспішно намагались знайти збитих льотчиків, а за добу до прибуття в район призначення до «зграї» знову приєднався Pompon. Під час патрулювання у Жовтому морі «Ейтуле» потопив одне транспортне судно. В підсумку 22 лютого човен прибув на Сайпан, звідки через кілька діб вирушив на атол Мідвей.

### 3-й похід
2 квітня 1945-го човен вийшов з Мідвею на острів Гуам (Маріанські острови), звідки 12 квітня вирушив до протоки Бунго (розділяє острови Кюсю та Сікоку). Разом з «Ейтуле» тут мав діяти інший підводний човен Gato, при цьому головним завданням цих кораблів був порятунок збитих льотчиків та знищення мін. 5 травня літак В-29 (котрий також призначався для виконання рятувальних місій та міг скидати пілотам плавзасоби) вступив у бій з двома японськими літаками та збив один з них, після чого «Ейтуле» підібрав пораненого ворожого льотчика. 30 травня човен завершив похід у Перл-Гарборі.

### 4-й похід
3 липня 1945-го човен вийшов з Перл-Гарбору із завданням на проведення рятувальних операцій біля островів Нампо. Після дев'яти діб такої діяльності «Ейтуле» разом з підводними човнами «Гато» та «Арчерфіш» попрямував до району на схід від острова Хонсю та південний схід від Хоккайдо. Тут 12 серпня за сім десятків кілометрів від порту Томакомай він торпедував та потопив корабель берегової охорони № 6. Через дві доби Японія капітулювала і «Ейтуле» вирушив до Перл-Гарбору, куди прибув 25 серпня.

### Післявоєнна служба
Майже весь липень 1946-го човен провів виконуючи завдання у операції «Нанук», метою якої було створення мережі метеорологічних постів у Арктиці та вивчення можливостей більш активних операцій флоту в цьому регіоні. З огляду на завдання походу човен обладнали спеціальним пристроєм для вимірювання товщини льоду над ним. В один з днів «Ейтуле» увійшов до гавані Туле (Гренландія) для порятунку літака «Каталіна», котрий здійснив там вимушену посадку. Також під час походу човен в затоці Кейна досягнув широти 79°11', котра на той час була напівнічнішою в історії кораблів ВМС США.
Восени 1947-го «Ейтуле» вивели в резерв. Навесні 1951-го його знов активували, при цьому перед тим провели модернізацію та встановили шноркель. Протягом наступних двох десятків років човен взяв участь у численних походах та навчаннях, зокрема, неодноразово відвідував Середземне море.
Восени 1969-го «Ейтуле» знову вивели в резерв, наступного року виключили зі складу флоту, а в липні 1974-го передали Перу. Тут човен отримав ім'я BAP Pacocha (SS-48) та ніс службу до 26 серпня 1988-го, коли затонув після зіткнення з японським риболовним траулером.

## Бойовий рахунок
| Дата       | Назва                          | Тип        | Тоннаж | Місце            |
| 01.11.1944 | Асама Мару                     | транспорт  | 16975  | 20°09'N 117°38'E |
| 20.11.1944 | Тральщик № 38                  | тральщик   | 630    | 21°21'N 119°45'E |
| 25.11.1944 | Дозорний корабель № 38         | міноносець | 820    | 20°12'N 121°51'E |
| 25.11.1944 | Сантос Мару                    | вантажне   | 7226   | 20°12'N 121°51'E |
| 24.01.1945 | Тайман Мару № 1                | вантажне   | 6888   | 36°47'N 123°59'E |
| 13.08.1945 | Корабель берегової оборони № 6 | фрегат     | 800    | 42°11'N 142°14'E |